# بریجیت بولند
بریجیت بولند (انگلیسی: Bridget Boland؛ ‏ ۱۳ مارس ۱۹۱۳ – ۱۹ ژانویهٔ ۱۹۸۸) فیلم‌نامه‌نویس، مؤلف، رمان‌نویس، و نمایشنامه‌نویس اهل بریتانیا بود.
از فیلم‌هایی که وی در آن‌ها نقش داشته است، می‌توان به یک‌هزار روز از آن، جنگ و صلح و زندانی اشاره نمود.